# Santa Margherita in Santa Maria de’ Ricci
Santa Margherita in Santa Maria dei Ricci, auch bekannt als della Madonna dei Ricci, ist eine römisch-katholische Kirche im historischen Zentrum von Florenz.

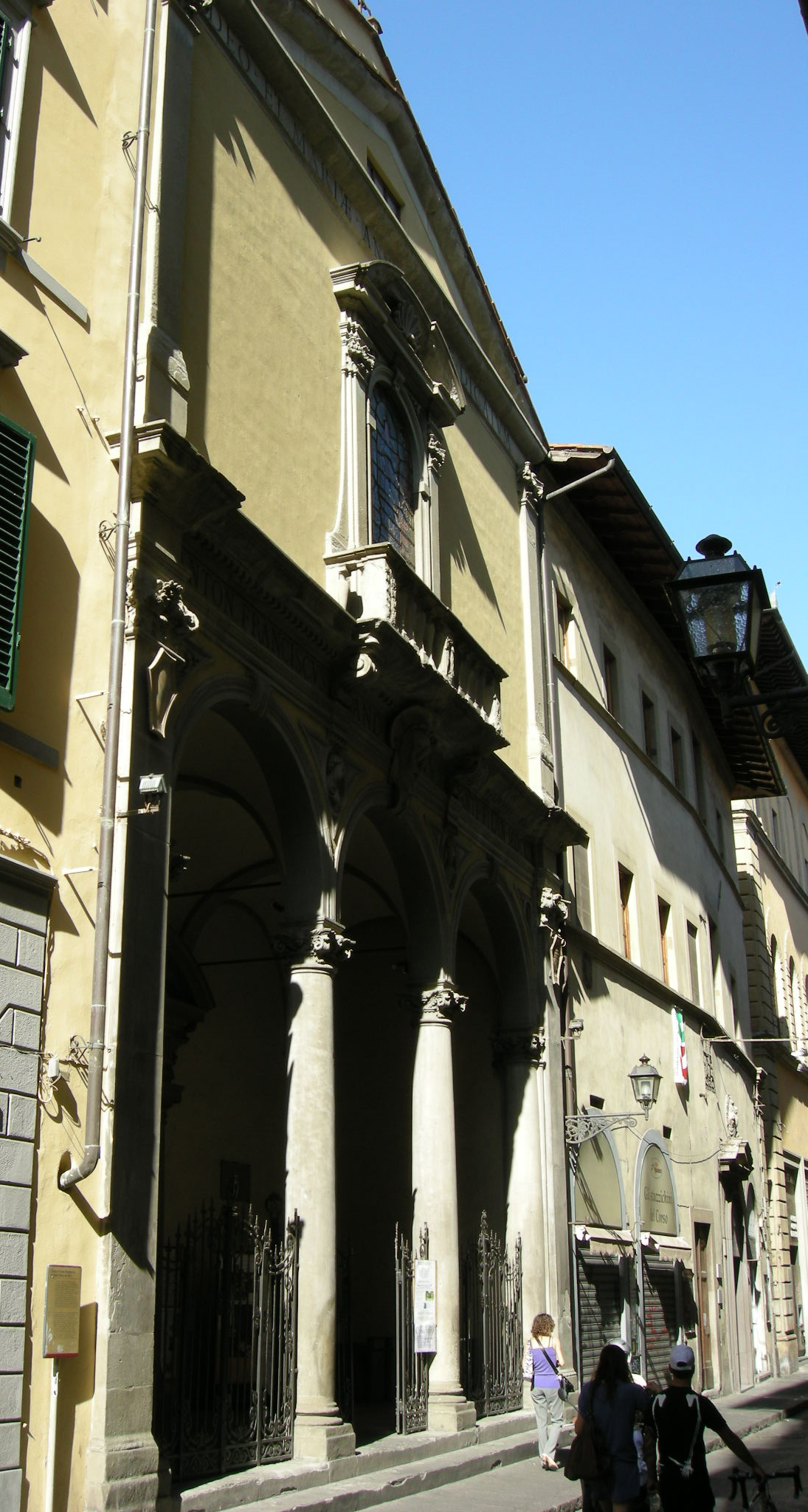
Fassade

## Geschichte

### Beleidigung der Madonna

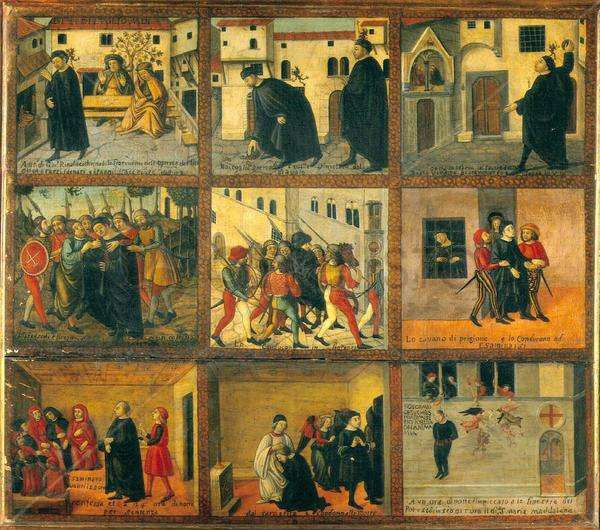
Geschichte von Antonio Giuseppe Rinaldeschi

Die Geschichte der Kirche und ihrer Gründung beginnt mit einem Sakrileg: Am 21. Juli 1501 torkelte ein gewisser Antonio Giuseppe Rinaldeschi, nachdem er die Nacht in der Osteria del Fico in Chiasso degli Agolanti (dem heutigen Vicolo del Giglio) verbracht hatte, betrunken, halbnackt und wütend, weil er beim Würfelspiel viel Geld verloren hatte, fluchend und schimpfend durch die Straßen in der Nähe des Doms. Als er in einer kleinen, nicht mehr existierenden Gasse neben der Kirche Santa Maria degli Alberighi ein Bild der Verkündigung entdeckte, hob er wütend Pferdemist vom Boden auf und warf ihn auf die Figur der Jungfrau. Einige Bürger, die die Szene mit Abscheu beobachtet hatten, beschlossen, ihn bei den Otto di Balia anzuzeigen, die ihn daraufhin im Bargello einkerkern und wegen Frevels vor Gericht stellen ließen. Rinaldeschis Bitten und Reuebekundungen blieben erfolglos, und er wurde zum Tode verurteilt, indem man ihn an den Fenstern des Bargello zur Warnung für alle aufhängte.
Die ganze Geschichte ist in Tempera auf eine Tafel gemalt, die in neun Quadrate unterteilt ist und die getreue Abfolge der Ereignisse wiedergibt. Die Tafel befindet sich heute im Museo Stibbert.
Die Kirche wurde dann 1508 unter der Schirmherrschaft der Familie Ricci gegründet, um den von Rinaldeschi angerichteten Schaden am Madonnenbild, das einst in der Ricci-Kantorei vor der Kirche aufgestellt war, zu beheben und um dem Bild einen angemessenen Schutz zu geben. In dem Tabernakel, in dem sich das Fresko einst befand, befindet sich heute eine Kopie.
Die Kirche wurde im 17. Jahrhundert von Gherardo Silvani renoviert und mit einem Portikus versehen (1610), als sie an die Kamillianer „bel morire“ überging. Die spätbarocke Innenausstattung ist das Ergebnis von Renovierungsarbeiten, die zwischen 1769 und 1772 nach einem Entwurf von Zanobi del Rosso durchgeführt wurden.

## Beschreibung

### Fassade
Die Fassade der Kirche wurde im 17. Jahrhundert nach einem Entwurf des Florentiner Architekten Gherardo Silvani errichtet. Sie ist durch ein Gesims in zwei übereinander liegende Ordnungen geteilt und weist im unteren Bereich einen zur Straße hin offenen Portikus mit drei Rundbögen auf, die von Säulen mit geschnitzten Kapitellen getragen werden. Im oberen Bereich befindet sich in der Mitte ein großes Rundbogenfenster mit einem von korinthischen Pilastern getragenen Tympanon. Der Giebel ist schmucklos und weist ein rechteckiges Fenster auf.

### Innenraum
Die Kirche besteht aus einem einzigen Schiff mit zwei Seitenkapellen zu beiden Seiten und einer viereckigen Apsis, die von einem Kuppelgewölbe überspannt wird.

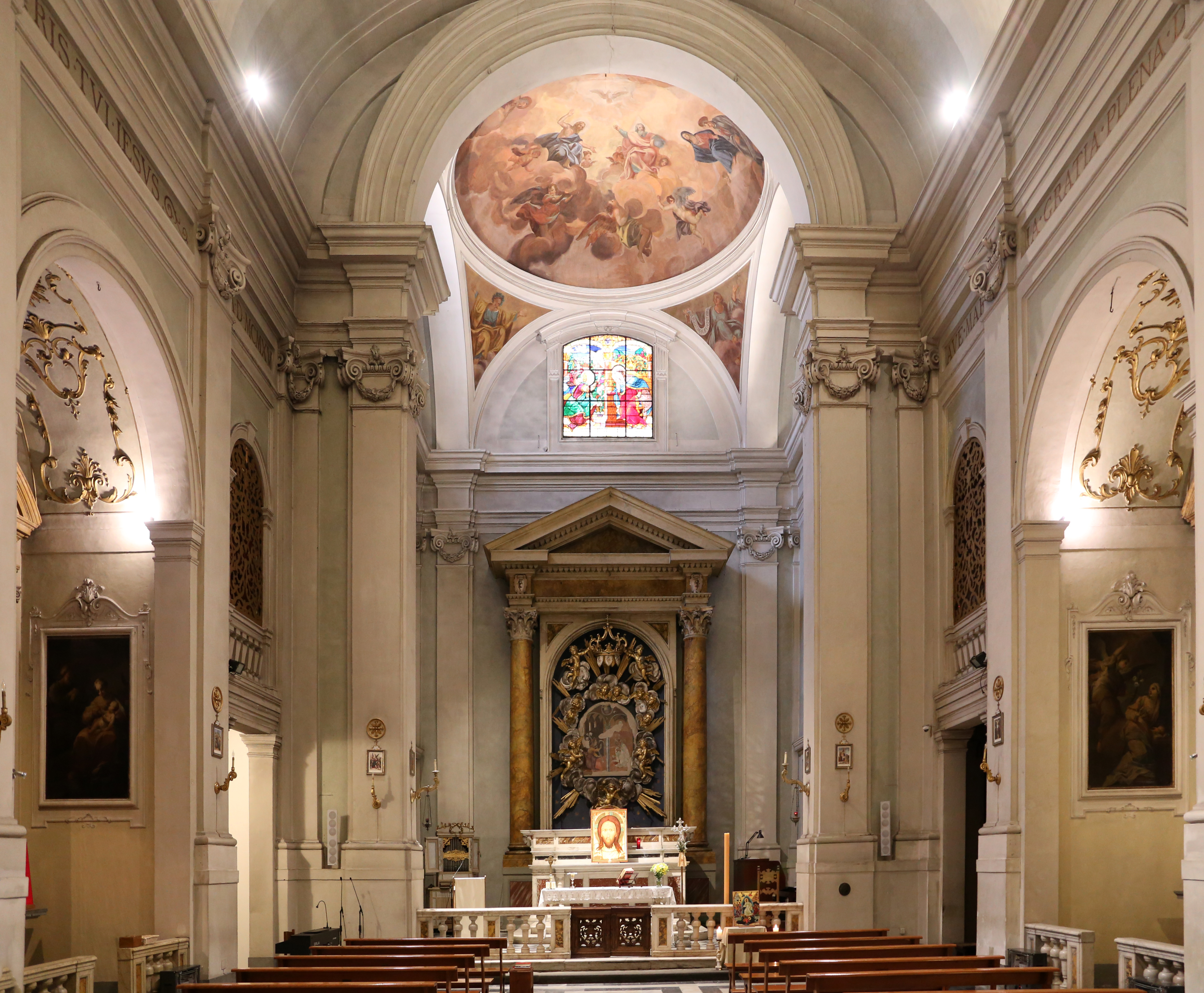
Santa Margherita in Santa Maria de’ Ricci, Innenraum

In der ersten Kapelle auf der rechten Seite befindet sich eine Tafel mit der Darstellung der Hl. Margareta von Antiochia (14. Jh.), nach der die Kirche heute benannt ist, in der Mitte ein Gemälde, das als Einrahmung dient und die Heilung eines Krüppels zeigt. Es wurde von Cosimo Gamberucci signiert und stammt aus der Kirche Santa Margherita und wurde hier 1831 angebracht.
In der zweiten Kapelle auf der rechten Seite befindet sich ein Tafelbild, das den Hl. Augustinus bei der Verteilung der Kirchengüter an die Armen zeigt und von Francesco Mati (ca. 1590–1595) signiert wurde und aus der Kirche San Clemente in der Via San Gallo stammt. Die Gestaltung stammt noch aus dem 16. Jahrhundert, mit schillernden Farbffekten und einem umfangreichen Hell-Dunkel-Effekt, das von seinem Meister übernommen wurde.
An den Seitenwänden der Kapellen hat Giovanni Camillo Sagrestani einige Episoden aus dem Leben der Madonna dargestellt.
Im Presbyterium, das von einer Marmorbalustrade begrenzt wird, befindet sich der Hauptaltar. Er besteht aus einer Ädikula, die in einem dreieckigen Tympanon endet, das von zwei korinthischen Säulen getragen wird. In der Mitte befindet sich in einem reich geschnitzten Barockrahmen das alte Fresko der Verkündigung aus dem 15. Jh. Das Gewölbe der Apsis wurde von Lorenzo del Moro mit der Himmelfahrt der Jungfrau Maria bemalt.
In der Sakristei befindet sich ein großes Gemälde mit der Darstellung des Ewigen Vaters in der Herrlichkeit, der Gabriel zur Verkündigung an Maria sendet. Dieses Gemälde wurde von Francesco Mati zwischen 1602 und 1603 gemalt, um die Verkündigung auf dem Hauptaltar zu umrahmen, und wurde bei den Restaurierungsarbeiten im 18. Jh. entfernt.

### Orgel
Auf der Chorempore an der Gegenfassade, die zu beiden Seiten des großen Fensters in zwei Körper geteilt ist, steht die 1989 erbaute und später erweiterte Orgel Opus 168 der Firma „Chichi Rosario & Figli“. Das Instrument verfügt über eine doppelte Traktur: elektrisch für den Spieltisch im Presbyterium (der alle drei Manuale und deren Pedale steuert) und elektromechanisch für den Spieltisch auf der Chorempore (der das Hauptwerk und das Espressivo, das zweite und dritte Manual sowie das Pedal steuert).